# Landkreis Karlstadt
Der Landkreis Karlstadt war ein Landkreis im bayerischen Regierungsbezirk Unterfranken.

## Geographie
Der Landkreis grenzte 1972 im Uhrzeigersinn im Norden beginnend an die Landkreise Gemünden am Main, Hammelburg, Schweinfurt, Würzburg, Marktheidenfeld und Lohr am Main.

## Geschichte

### Bezirksamt
Das Bezirksamt Karlstadt wurde im Jahr 1862 durch den Zusammenschluss der Landgerichte älterer Ordnung Arnstein und Karlstadt gebildet.
Am 10. März 1871 trat das Bezirksamt Karlstadt die Gemeinde Brebersdorf an das Bezirksamt Schweinfurt ab.
Am 1. Januar 1889 wechselte die Gemeinde Steinbach in das Bezirksamt Lohr am Main.

### Landkreis
Am 1. Januar 1939 wurde wie sonst überall im Deutschen Reich die Bezeichnung Landkreis eingeführt. So wurde aus dem Bezirksamt der Landkreis Karlstadt. Zu diesem Zeitpunkt zählte der Landkreis 31.158 Einwohner.
Am 21. September 1943 wurde der Landkreis Hammelburg um die Gemeinde Bonnland des Landkreises Karlstadt vergrößert. Diese wurde aufgelöst und in den Heeresgutsbezirk Hammelburg eingegliedert. Am 1. April 1949 wurde sie aus dem aufgelösten Heeresgutsbezirk Hammelburg des Landkreises Hammelburg ausgegliedert und als selbstständige Gemeinde im Landkreis Karlstadt wiedererrichtet.
Im Zuge der Gebietsreform wurde der Landkreis Karlstadt am 1. Juli 1972 aufgelöst:
- Die Gemeinde Gauaschach kam mitsamt der bereits abgesiedelten Gemeinde Bonnland zum Landkreis Bad Kissingen.
- Die Gemeinden Burghausen, Kaisten, Mühlhausen, Rütschenhausen, Schwemmelsbach und Wülfershausen kamen zum Landkreis Schweinfurt.
- Die Gemeinden Erbshausen, Gramschatz, Hausen b. Arnstein, Opferbaum und Rieden kamen zum Landkreis Würzburg.
- Alle übrigen Gemeinden wurden mit Teilen der Landkreise Gemünden am Main, Lohr am Main und Marktheidenfeld zum Landkreis Main-Spessart (der bis zum 1. Mai 1973 als Landkreis Mittelmain bezeichnet wurde) zusammengelegt.[4] Kreisstadt wurde zunächst Lohr am Main, ab dem 1. Mai 1973 schließlich Karlstadt.

## Einwohnerentwicklung
| Jahr | Einwohner | Quelle |
| ---- | --------- | ------ |
| 1864 | 29.390    | [ 5 ]  |
| 1885 | 29.879    | [ 6 ]  |
| 1900 | 30.020    | [ 7 ]  |
| 1910 | 30.688    | [ 7 ]  |
| 1925 | 31.255    | [ 8 ]  |
| 1939 | 31.371    | [ 9 ]  |
| 1950 | 41.742    | [ 10 ] |
| 1960 | 39.400    | [ 11 ] |
| 1971 | 41.100    | [ 12 ] |

## Gemeinden
Bis 1971 umfasste der Landkreis Karlstadt 48 Gemeinden, davon zwei Städte und zwei Märkte. Nachdem Gambach am 1. April 1971 in die Stadt Karlstadt eingemeindet wurde, umfasste der Landkreis bei seiner Auflösung noch 47 Gemeinden.

Landkreis Karlstadt, Gemeindegrenzenkarte von 1961

| Städte 1. Arnstein 2. Karlstadt Märkte 1. Retzbach 2. Thüngen Weitere Gemeinden 1. Altbessingen 2. Aschfeld 3. Binsbach 4. Binsfeld 5. Bonnland (abgesiedelt) 6. Büchold 7. Bühler 8. Burghausen 9. Duttenbrunn 10. Erbshausen 11. Eußenheim 12. Gänheim 13. Gambach (am 1. Dezember 1971 in die Stadt Karlstadt eingemeindet) 14. Gauaschach 15. Gramschatz 16. Halsheim 17. Hausen 18. Hausen b. Arnstein 19. Heßlar 20. Heugrumbach 21. Himmelstadt 22. Hundsbach 23. Kaisten 24. Karlburg 25. Laudenbach 26. Müdesheim 27. Mühlbach 28. Mühlhausen 29. Münster 30. Neubessingen 31. Obersfeld 32. Opferbaum 33. Retzstadt 34. Reuchelheim 35. Rieden 36. Rohrbach 37. Rütschenhausen 38. Schwebenried 39. Schwemmelsbach 40. Stadelhofen 41. Stetten 42. Wiesenfeld 43. Wülfershausen 44. Zellingen |

## Kfz-Kennzeichen
Am 1. Juli 1956 wurde dem Landkreis bei der Einführung der bis heute gültigen Kfz-Kennzeichen das Unterscheidungszeichen KAR zugewiesen. Es wurde im Landkreis Main-Spessart bis zum 28. Februar 1979 ausgegeben.